# Chang Ha-joon

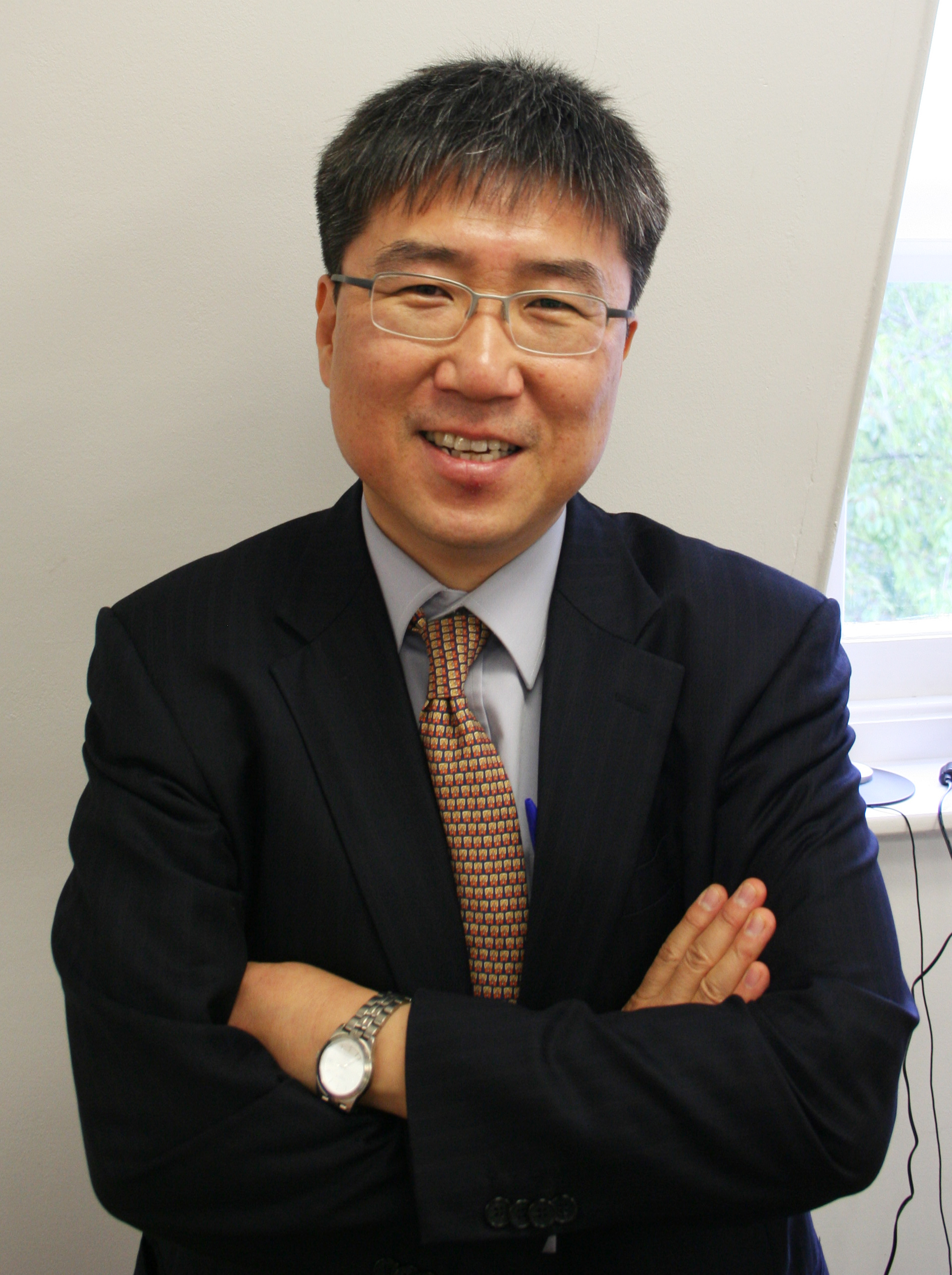
Chang Ha-joon

Chang Ha-joon (ur. 7 października 1963 w Seulu) – południowokoreański ekonomista instytucjonalny specjalizujący się w ekonomii rozwoju. Posiada tytuł Readera na wydziale Ekonomii na Uniwersytecie Cambridge. Jest autorem wielu szeroko omawianych książek ekonomicznych takich jak np. „Kicking away the ladder: Development Strategy in Historical Perspective” (2002). W 2013 roku Chang Ha-joon został uznany przez magazyn „Prospect” za jednego z 20 największych światowych myślicieli. Pracował jako konsultant w Banku Światowym, Azjatyckim Banku Rozwoju, Europejskim Banku inwestycyjnym, a także w Oxfam (międzynarodowa organizacja humanitarna), czy w różnych agencjach ONZ. Chang jest też pracownikiem Centrum Badań Ekonomicznych i Politycznych z siedzibą w Waszyngtonie. Oprócz tego zasiada w radzie nadzorczej ASAP (Academics Stand Against Poverty).

## Biografia
Chang Ha-joon ukończył studia na Narodowym Uniwersytecie Seulskim na wydziale Ekonomii oraz Uniwersytecie Cambridge, gdzie w zdobył tytuły magistra oraz doktora filozofii za pracę pt. „Ekonomia polityczna polityki przemysłowej – Refleksje na temat roli interwencji państwa”. Istotny jest również wkład Changa w Ekonomię heterodoksyjną, który rozpoczął się w czasie jego studiów pod okiem brytyjskiego ekonomisty marksistowskiego – Roberta Rowthorna. Obaj wspólnie pracowali nad opracowaniem teorii polityki przemysłowej, która została określona jako środek między centralnym planowaniem, a wolnym rynkiem. Jego praca w tej dziedzinie jest częścią szerszego podejścia do ekonomii znanego jako instytucjonalna ekonomia polityczna, w którym historia gospodarcza i czynniki społeczno-polityczne znajdują się w centrum ewolucji praktyk gospodarczych.

## Życie prywatne
Prywatnie Chang Ha-joon jest synem byłego ministra przemysłu i zasobów, Chang Jae-sika, bratem historyka i filozofa nauki, Chang Ha-soka, oraz kuzynem wybitnego ekonomisty oraz profesora na Korea Univeristy, Chang Ha-seonga. Obecnie Chang Ha-joon mieszka w Cambridge z żoną (Kim Hee-jeong) oraz dwojgiem dzieci (Yuna i Jin-gyu).

## Twórczość
W swojej książce pt. „Kicking away the ladder”, która w 2003 wygrała nagrodę Gunnara Myrdala od EAEPE, Chang twierdził, że wszystkie najważniejsze kraje rozwinięte na świecie używały interwencjonistycznej polityki gospodarczej aby się wzbogacić, a następnie zakazywały innym krajom robienia tego samego. Światowa Organizacja Handlu, Bank Światowy i Międzynarodowy Fundusz Walutowy zostały skrytykowane za zjawisko zwane „Ladder-kicking” (PL: Odkopywanie drabiny), które według Changa jest główną przeszkodą do zmniejszenia ubóstwa w krajach rozwijających się. Ta oraz inne prace doprowadziły go do wygrania przez niego w 2005 roku Nagrody Wassilya Leontiefa za przesuwanie granic myśli ekonomicznej (od Globalnego Instytutu Rozwoju i Ochrony Środowiska).
Metodologia książka Changa została skrytykowana przez profesora ekonomii na Darmouth College – Douglasa Irwina, który stwierdził, że Koreańczyk spojrzał na sprawę zbyt szczegółowo, pomijając szersze spojrzenie, przez co jego wyniki mogą być niemiarodajne.
W 2008 roku, nawiązując do idei zawartej w „Kicking Away the Ladder”, Chang wydał książkę zatytułowaną „Źli Samarytanie: Mit wolnego handlu i tajna historia kapitalizmu”, w której odparł krytykę Irwinga twierdząc, że kraje, którym nie udało się rozwinąć, stosowały generalnie politykę wolnego rynku. Stwierdził również, że interwencjonizm państwowy, mimo że czasem był przyczyną niepowodzeń ekonomicznych, to i tak dawał lepsze efekty niż nieuregulowany wolny rynek, który, jego zdaniem, bardzo rzadko przyczyniał się do rozwoju gospodarczego. Przytoczył dowody, że wzrost PKB w krajach rozwijających się był wyższy przed zewnętrznymi ingerencjami zalecającymi deregulację oraz rozszerzył swoją analizę o niepowodzenia wolnego handlu przy pobudzaniu wzrostu poprzez prywatyzację i politykę antyinflacyjną. Dzieło to również spotkało się z pozytywnymi opiniami, jednak Amerykański ekonomista William Easterly skrytykował je za używanie przez Changa zbyt selektywnych dowodów. Koreańczyk odpowiedział, że ten błędnie zrozumiał jego argument.
Kolejna duża książka Changa została wydana w 2011 roku i nosi tytuł „23 rzeczy, których nie mówią ci o kapitalizmie”, która w 23 punktach obala aspekty neoliberalnego kapitalizmu. Zawiera ona szereg stwierdzeń, wokół których autor buduje główną narrację książki. Do stwierdzeń tych należą np. „Bogacenie się ludzi bogatych nie sprawia, że reszta staje się bogatsza”, „Firmy nie powinny być prowadzone w interesie ich właścicieli”, czy „Pralka zmieniła świat bardziej niż Internet”. Książka ta oprócz podważania założeń dogmatu neoliberalnego kapitalizmu, przedstawia wizję w jaki sposób powinien być kształtowany kapitalizm do celów humanitarnych. W tym dziele Chang odszedł nieco od koncentracji na państwach rozwiniętych i odniósł się do problemu współczesnego systemu neoliberalnego.

## Publikacje

### Książki
- „Ekonomia polityczna polityki przemysłowej” (Prasa St-Martin, 1994)
- „Prawa własności intelektualnej i rozwoju gospodarczego: lekcje historyczne i wschodzące kwestie” (broszura) (TWN; 2001)
- „Kto korzysta z nowego systemu międzynarodowych praw własności intelektualnej?: i co powinna zrobić Afryka?” (broszura) (ATPSN; 2001)
- „Joseph Stiglitz i Bank Światowy: buntownik zasięgu” (zbiór wypowiedzi Stiglitza) (Anthem; 2001)
- „Kicking Away the ladder: Strategia rozwoju w perspektywie historycznej” (Anthem; 2002) ISBN 978-1-84331-027-3.
- „Globalizacja, rozwój gospodarczy, a rola państwa” (zbiór esejów) (Zed Books, 2002) ISBN 978-1-84277-143-3.
- „Restrukturyzacja Korei Inc.” (z Jang-sup Shin) (2003); Routledge ISBN 978-0-415-27865-2.
- „Odzyskanie rozwoju: alternatywny podręcznik polityki gospodarczej” (z Ilene Grabel) (Zed; 2004)
- „Polityka polityki przemysłowej i handlu w Afryce: Wymuszone porozumienie” (edytowany Charles Chukwuma Soludo & Osita Ogbu) (Afryka World Press; 2004) ISBN 978-1592211654.
- „GAE-Hyuck Ui Dut” (Reforma Pułapka), Bookie, Seul, 2004 (zbiór esejów w języku koreańskim)
- „KWE-Do Nan-Ma-Kyungje Hankook” (obcinanie węzła gordyjskiego – analiza koreańskiej Gospodarki) Bookie, Seul, 2005 (w języku koreańskim) (współautor: eung-il Jeong) ISBN 978-89-85989-83-1.
- „Źli Samarytanie: Mit wolnego handlu i Tajna historia kapitalizmu” (Bloomsbury; 2008) ISBN 978-1-59691-598-5.
- „23 rzeczy, których nie mówią ci o kapitaliżmie” (Penguin Books Ltd; 2010) ISBN 978-1-60819-166-6.
- „Aspekty ekonomiczne: Przewodnik” (Pelican Books; 2014) ISBN 978-0718197032.

### Dokumenty i artykuły
- „Doświadczenie rozwoju wschodnioazjatyckiego: cud, kryzys i przyszłość” (Zed; 2006) ISBN 978-1-84277-141-9.
- „Historia gospodarcza świata rozwiniętego: lekcje dla Afryki historii gospodarczej świata rozwiniętego: Lekcje dla Afryki” 2009
- „Polityka przemysłowa: Czy Afryka może to zrobić?” lipiec 2012
- Chang (red.). „Zmiany instytucjonalne zmiany i Rozwój Gospodarczy”. Tokio 2007.
- „Kicking Away the ladder: „prawdziwa” Historia wolnego handlu”, Ha-Joon Chang, polityka zagraniczna, 30 grudnia 2003
- „Rozporządzanie inwestycjami zagranicznymi w perspektywie historycznej Lekcje dla proponowanej Umowy Inwestycyjnej WTO”
- Ha-Joon Chang, „Globalna polityka”, marzec 2003